# 江东新城
江东新城（江东工业园区），是位于杭州钱塘区（原萧山区）的一个工业园区和新城区。2009年江东新城与萧山经济技术开发区党工委、管委会实行“一套班子、两块牌子”管理。江东新城向西通过江东大桥可到达下沙，再通过杭州德胜快速通道到达市区。

## 简介
江东工业园区于2001年开始筹建，2006年批准成为省级开发区。它位于钱塘江以东，萧山东北部。目前涵盖义蓬、河庄和新湾三个街道，总规划面积为148平方公里。
新城目标建设为以先进制造业为主体，高新技术产业和现代服务业为先导，集科研、金融、高端商务、现代物流、人居休闲等功能于一体的现代化工业新城。目前基本建成首期11.29平方公里，已引进71个项目，投产企业29家，总投资近300亿元。2011年工业总产值为126.7亿元。

## 交通
杭州地铁7号线和8号线在江东新城境内设有多座车站。